# USS Wiley (DD-597)
USS Wiley (DD-597) — эскадренный миноносец типа «Флетчер», в период Второй мировой войны состоявший на вооружении ВМС США. Был назван в честь Уильяма Уайли.
Эсминец был заложен 10 августа 1943 года на верфи Puget Sound Naval Shipyard, спущен на воду 25 сентября 1944 года и сдан в эксплуатацию 22 февраля 1945 года, под командование коммандера Филда.

## История
В апреле 1945 года, после ходовых испытаний, Уайли отправился на Гавайские острова. 13 июня эсминец сопровождал эскортный авианосец USS Cape Gloucester (CVE-109) на Филиппины.
12 октября Уайли присоединился к группе авианосцев USS Antietam (CV-36) и USS Boxer (CV-21) и обеспечивал их прикрытие.